# Syngonanthus bisumbellatus
Syngonanthus bisumbellatus är en gräsväxtart som först beskrevs av Ernst Gottlieb von Steudel, och fick sitt nu gällande namn av Wilhelm Willy Otto Eugen Ruhland. Syngonanthus bisumbellatus ingår i släktet Syngonanthus och familjen Eriocaulaceae.

## Underarter
Arten delas in i följande underarter:
- S. b. bisumbellatus
- S. b. froesii